# Estação Ecológica dos Tupiniquins
A Estação Ecológica dos Tupiniquins é uma unidade de conservação brasileira de proteção integral localizada no litoral sul de São Paulo. O território da unidade é descontínuo, estando dividido em Setor Nordeste e Setor Sudoeste. No Setor Nordeste encontram-se as ilhas de Queimada Pequena, Parcel Noite Escura, Peruíbe e a Ilhota das Gaivotas, todas de fronte ao município de Peruíbe. Já no setor Sudoeste, pŕoximo à divisa com o Paraná, estão compreendidas as Ilhas do Cambriú e do Castilho, no município de Cananéia.

## Histórico
A Estação Ecológica (ESEC) dos Tupiniquins foi criada em 21 de julho de 1986, através do Decreto Nº 92.964, com o objetivo de conservar os ecossistemas insulares locais. Atualmente a unidade está sob a administração do Instituto Chico Mendes de Conservação da Biodiversidade.

## Caracterização da área
A área total da reserva é de 1 729,15 ha, dos quais 49,13 ha são insulares e 1 680,02 ha são marinhos.

### Clima
O Estado de São Paulo encontra-se em uma faixa de transição onde ocorre um confronto entre os climas controlados pelos sistemas tropicais e extratropicais (polares), além dos fenômenos frontológicos (Sant Anna Neto, 1994). Na costa do Estado de São Paulo, a Massa Tropical Atlântica, que é originária do Anticiclone Tropical Atlântico (ATA) e está associada a ventos alísios de direção E e NE, atua durante o ano todo. O ATA é representado pela Massa Polar Atlântica (MPA), pela Massa Polar Velha (MPV) e pela Frente Polar Atlântica (FPA). Durante a ação da PA atuam ventos de SW S SE, que mudam para E e NE na ação da PV. A FPA, conhecida como frente fria, é provocada pelo choque entre sistemas tropicais e polares, sendo mais rigorosa no inverno, mas podendo ocorrer durante todo o ano (Wieczoreck, 2006). Segundo Sant Anna Neto (1994), o clima do litoral sul do Estado de São Paulo (Cananéia e Peruíbe) é controlado por massas tropicais e polares, caracterizado por grande variação de pluviosidade, forte participação de massas polares e passagens frontais, e distribuição quantitativa das chuvas variando de acordo com a topografia. A base de apoio à pesquisa do Instituto Oceanográfico da Universidade de São Paulo (USP) em Cananéia possui uma estação meteorológica que registra informações desde 1956. Uma série temporal de 30 anos aponta uma média pluvial anual de 2.248mm, onde o mês de março (verão) é o mais chuvoso (328mm) e o de agosto (inverno) o mais seco (80mm). O período das chuvas estende de dezembro a abril e o de estiagem de maio a novembro. Em relação às temperaturas, a média do mês mais quente (fevereiro) foi de 25,1 °C e o do mês mais frio (julho) de 17,8 °C. Segundo Sant Anna Neto (1994), a temperatura média anual para a planície de Cananéia é de 21,3 °C. Os ventos predominantes na região sopram do quadrante SW (SW e WSW), com uma freqüência de 46,9% no período de janeiro a setembro, com intensidade de 3 a 3,5 m/s. Ventos fortes são excepcionais, atingindo 20 m/s. O posto meteorológico do Ministério da Agricultura em Iguape, para uma série temporal de 1885 a 1965, indicou que as médias de temperatura e pluviosidade anuais foram de 21,5 °C e 1.555mm, respectivamente. O mês mais quente foi fevereiro (24,7 °C) e o mais frio foi em julho (18 °C). Janeiro foi o mês mais chuvoso (214mm), enquanto que agosto foi o mais seco (74mm).

### Geologia
Geomorfologicamente, o litoral paulista está contido na unidade Província Costeira definida por Almeida (1964) e Ross & Moroz (1997). A Província Costeira é subdividida nas subzonas Serrania Costeira e Baixada Litorânea, sendo que cada subzona possui características geomorfológicas próprias, refletindo as condições orogênicas ligadas ao arcabouço tectônico. A geologia do Estado de São Paulo é representada por rochas magmáticas, metamórficas, sedimentares e sedimentos recentes, cujas idades variam desde o período Pré-Cambriano e que inclui rochas antiqüíssimas, até os períodos Terciários e Quaternários, nos quais se formaram as rochas e sedimentos mais novos. As Rochas Pré-Cambrianas (magmáticas e metamórficas) alinham-se ao longo da faixa costeira. Nas Serras de Paranapiacaba e do Mar, encontramos intrusões de granito, aplitos, em gnaisses, xistos, mármores, quartzitos, filitos, metaconglomerados. Os Sedimentos Carboníferos representam a base dos sedimentos depositados na Bacia Sedimentar do Paraná. As rochas presentes são principalmente arenitos, siltitos, varvitos, tilitos e conglomerados. Segundo Karmman et alii. (1999) apud.Bernardi et alii. (2005), os litorais rochosos da porção oceânica da Ilha do Cardoso, e das Ilhas do Castilho, Cambriú e Bom Abrigo estão associados a uma unidade geológica composta por rochas em que predominam os sienitos e quartzosienitos, com afloramentos de corpos compactos e acumulações de matacões. Uma exceção ocorre no litoral da Ilha do Cardoso que separa as praias de Ipanema e Itacuruçá (ponta do Itacuruçá), onde afloram rochas metassedimentares do tipo metapelitos.

### Relevo / Geomorfologia
As ilhas da ESEC dos Tupiniquins são rochosas, com feições variadas. Além da área emersa das ilhas, a ESEC compreende o raio de 1 km em volta delas, não havendo cálculo da proporção de fundos rochosos e arenosos compreendidos. Embora não haja estimativas das áreas imersas com fundos consolidados, a área emersa fornece uma boa indicação (relativa) da área de fundos rochosos de cada uma destas ilhas. Moura (2002) e Magalhães e equipe (2002) realizaram estudos sobre peixes e invertebrados associados a fundos rochosos, respectivamente, em algumas das ilhas da ESEC, fornecendo as informações sobre os costões das Ilhas Queimada Pequena e Castilho que são descritas na caracterização a seguir: A Ilha Queimada Pequena representa a porção mais externa do setor setentrional da ESEC. É formada basicamente por escarpas rochosas com inclinação variada. No lado sul o costão se estende com grande inclinação até o fundo arenoso, que está a aproximadamente 20m de profundidade. É o lado mais exposto ao embate de ondas, apresentando grandes extensões contínuas de rocha lisa e matacões de grande tamanho (~1-20m no maior eixo), os quais geralmente apresentam fraturas angulosas que proporcionam a formação de locas de tamanho relativamente grande (Moura, 2002). A nordeste há uma Ilhota composta por matacões que se estendem até o canal que o separa da ilha. No lado oeste e mais abrigado tanto da Ilhota quanto da ilha há predomínio de escarpas rochosas que se prolongam até o fundo arenoso, junto ao qual há uma quantidade variada de pequenos (0,3m) e médios (1,0m) fragmentos de rocha, além de manchas esparsas de cascalho e areia sobre as rochas. A porção norte da ilhota é uma região de transição entre escarpas rochosas e matacões onde foram observados fragmentos de origem biológica como carapaças de cracas do gênero Megabalanus e tubos pergamináceos do poliqueta Chaetopterus (Magalhães et alii, 2002). A Ilha do Castilho representa a porção mais externa do setor meridional da ESEC. Possui uma face externa (sudeste) exposta às ondas e correntes e uma porção interna mais abrigada (norte e noroeste). A primeira apresenta um grande bloco rochoso contínuo e íngreme margeado por matacões de grande tamanho (~1-10m no maior eixo) nas extremidades leste e oeste, os quais geralmente apresentam fraturas angulosas que proporcionam a formação de locas de tamanho relativamente grande. O lado interno, menos exposto às ondas é formado apenas por matacões semi-esféricos justapostos menores, além de inúmeras manchas de areia e cascalho em meio às rochas. A Ilha de Peruíbe representa a porção mais costeira do setor setentrional e a Ilha do Cambriú representa a porção mais costeira do setor meridional da ESEC, estando a última localizada a cerca de 800m da Ilha do Cardoso.

### Hidrografia / Hidrologia / Limnologia
A única fonte de água doce nas Ilhas da ESEC dos Tupiniquins provem da chuva. Toda a água doce que se acumula nestas ilhas é contaminada por coliformes provenientes das fezes de aves marinhas, não sendo próprias para consumo.

### Oceanografia
De uma forma geral, as ilhas da ESEC mais próximas à costa estão submetidas a uma maior carga de sedimentação e influência de água doce proveniente de rios costeiros, apresentando águas com menor visibilidade. Moura (2002) encontrou variação de visibilidade máxima (vertical) entre um e cinco metros para as Ilhas de Peruíbe e Cambriú; até 15m para as Ilhas Queimada Pequena e Castilho.
A Ilha de Peruíbe é a que apresenta comumente menor visibilidade da água, por ser a mais costeira e devido à proximidade da barra do Rio Guaraú. Moura, op cit, observou que além da influência natural da descarga de água doce e de sedimentos fluviais, diversas alterações antropogênicas de grande monta estavam sendo empreendidas na barra do Rio Guaraú, desde a década de 1970, incluindo o deslocamento da barra do centro para o canto esquerdo da praia, em concomitância com a construção de um molhe, fatores que contribuíram para o aumento da quantidade de material em suspensão na água. Uma camada de sedimento fino recobre boa parte dos fundos rochosos, incluindo as comunidades de organismos bentônicos, como algas e invertebrados. Relatos colhidos junto à comunidade pelo pesquisador durante visita empreendida em 2001 indicam que antes da construção do molhe a visibilidade era consideravelmente maior, chegando a mais de 5m. Segundo os depoimentos, visibilidades de cerca de cinco metros são atualmente observadas apenas sob circunstâncias incomuns que incluem a conjunção de marés de baixa amplitude, baixa pluviosidade e ventos fracos de SE/S soprando durante mais de uma semana. Apesar das fortes indicações de que as obras na barra do Rio Guaraú sejam parcialmente responsáveis pelas atuais condições oceanográficas na área adjacente à Ilha de Peruíbe, a inexistência de estudos prévios impede a avaliação precisa dos impactos desta obras sobre os organismos associados aos fundos rochosos na ESEC adjacente (Moura, 2002). Uma característica marcante dos costões rochosos das ilhas da ESEC é a grande variabilidade na exposição ao embate de ondas, observável numa escala de poucos metros. Em todas as ilhas, os costões das faces S e SE se apresentam, permanentemente, sob forte embate de ondas, enquanto que as faces opostas, voltadas para o continente, são mais abrigadas do embate de ondas e dos ventos provenientes do quadrante S. Por essa razão estas faces são geralmente utilizadas como ancoradouros. Séries de observações de longa duração realizadas na região de Cananéia entre os anos de 1968-1969 (CTH/USP, 1973) e na região da Juréia entre os anos de 1982-1985 apresentaram resultados semelhantes entre si, no que se refere ao ângulo de incidência, altura e período de ondas (Muehe, 2006). De um modo geral, as ondas mais freqüentes em tempo bom são oriundas do arco entre S60° E-E e as de tempestade são provenientes do arco entre S57°E-S20°W. Os períodos variam entre 3 a 30s, com forte predomínio do intervalo 9 a 11s. Verificou-se que 90% dos valores das alturas das ondas ficaram compreendidos entre 0,5 e 2,0m, sendo 50% do intervalo de 1,0 a 1,5m. Observou-se, ainda, uma correlação entre ondas e ventos locais, permitindo-se concluir que os sistemas de propagação de ondas do litoral sul estão vinculados somente aos seus centros de geração oceânicos, independentemente dos ventos locais (Muehe, 2006). Embora temperaturas de superfície superiores a 22 °C predominem ao longo de todo o ano, sob certas circunstâncias, especialmente no verão, temperaturas de até 14 °C podem ser observadas a menos de cinco metros de profundidade. Os padrões oceanográficos de micro e meso escala, nas proximidades das ilhas, são praticamente desconhecidos. De uma forma geral, para a região, é conhecido que a Água Central do Atlântico Sul (ACAS), penetra mais acentuadamente na camada inferior da plataforma continental sudeste no final da primavera e durante o verão, quando se observa a formação de uma termoclina marcante. Nos demais períodos do ano há um recuo da ACAS para junto da margem continental e a coluna de água torna-se homogênea (Matsuura, 1986). Cunningham (1983) apud Saul (1994) registrou a presença da ACAS no final da primavera e verão na zona costeira rasa (7-18m) em frente à Cananéia. Saul (1994) não observou variação de temperatura na coluna d água em torno da Ilha do Bom Abrigo em coletas sazonais não identificando a presença da ACAS nesta Ilha, o que, no entanto, pode representar a forte influência das Águas Costeiras e provenientes do Complexo estuarino de Iguape-Cananéia. Na porção setentrional da ESEC foi possível observar em mergulhos realizados por funcionários da ESEC nos meses de verão no entorno nas Ilhas Queimada Pequena e Queimada Grande a presença da termoclina e da ACAS citada em bibliografia.

### Vegetação Insular (terrestre)
A vegetação das ilhas pertence ao Domínio Mata Atlântica. Existe Mata Atlântica com estrato arbóreo e subbosque nas Ilhas Queimada Pequena e Castilho, Cambriú e Peruíbe (Angelo, 1989; Campos et alii, 2004). Algumas famílias presentes nas ilhas, como as begoniáceas, bromeliáceas, cactáceas e orquidáceas são características de restingas, cordões arenosos, planícies e praias continentais, sendo que nas ilhas apresentam hábitos rupícolas, constituindo um jundu rupestre. Estas vegetações bordejam a parte superior das ilhas e se encaixam em frestas, criando um ambiente atrativo para ninhos de aves marinhas (Campos et alii, 2004). Nas ilhas Castilho e Cambriú, além destas vegetações, encontram-se campos graminosos. Nos levantamentos expeditos de campo, Bertani (2008) registrou para a ESEC dos Tupiniquins 62 espécies distribuídas em 38 famílias, sendo que quase a totalidade das espécies amostradas apresenta registros nas florestas de restinga ou de planície litorânea e de encosta da mata atlântica, encontradas nos municípios próximos como Peruíbe, Itanhaém, Cananéia e Iguape.

### Ilha Queimada Pequena
A Ilha Queimada Pequena apresenta vegetação arbustiva-arbórea de Floresta Ombrófila Densa secundária, vegetação pioneira com influência marinha (costão rochoso) e predomínio de campo antrópico. A sua vegetação apresenta vestígios de ter sofrido alterações no passado, pela presença de cultura de mandioca Manihot esculenta e invasão da trepadeira Cissampelos andromorpha, em boa parte da ilha (cerca de 2.000m2, segundo Campos et alii, 2004). Devido a estes fatores, boa parte da floresta encontra-se em estágio secundário de sucessão, apresentando muitas clareiras em seu interior. O dossel é, na maior parte, aberto e composto principalmente por palmeiras jerivás. No estrato arbóreo ocorrem erva baleeira Cordia curassavica, figueira Fícus guaranitica e predominância de mandioca Manihot esculenta. A área com vegetação florestal apresenta fisionomia arbustiva, o dossel é descontínuo, com alguns indivíduos de jerivás emergentes. Está restrita às áreas mais íngremes próximas ao costão rochoso, devido a extensão de domínio da área de campo antrópico, localizada na região mais plana e de maior altitude da ilha.
As espécies arbustivo-arbóreas encontradas nesse ambiente foram a palmeira Jerivá Syagrus romanzoffiana (Arecaceae), aroeira-vermelha Schinus terebinthifolius (Anacardiaceae), figueira Ficus luschnathiana (Moraceae), capororoca-branca Rapanea guianensis (Myrsinaceae), quixabeira Sideroxylon obtusifolium (Sapotaceae) e jasmim Rudgea jasminoides (Rubiaceae). As espécies presentes na vegetação de costão rochoso foram o gravatá Bromélia antiacantha, feijão-da-praia Canavalia rosea, Capparis declinata, erva-baleeira Cordia curassavica entre outras. Estudos realizados por Mello (2002) na Ilha Queimada Pequena identificou que o estrato herbáceo é constituído por berisilvestre Canna limbata, samambaias Pteridium sp e Polypodium decurrens, diversas trepadeiras, aráceas e abundante ocorrência de Piper sp. Não foi registrada a presença de epífitas fanerogâmicas. Entre as epífitas avasculares, encontram-se muitas briófitas, geralmente em locais úmidos. Nas clareiras encontram-se espécies ruderais, diversas espécies de gramíneas e muitas trepadeiras Mikania sp, inhame-bravo Dioscorea leptostachya, maracujá silvestre Passiflora suberosa. Nos limites entre o costão rochoso e a mata de encosta são frequentes espécies típicas de vegetação de restinga, como aroeira-vermelha Schinus terebinthifolius, gravatá Bromelia antiacantha, Philodendron sp., Lantana sp. Também se observam espécies que de modo geral apresentam-se coberta por fungos liquenizados (liquens), como Usnea sp., Cladonia sp. e Parmelia sp.

### Ilha do Castilho
A vegetação da Ilha do Castilho caracteriza-se por formações arbustivas e campestres pioneiras, provavelmente em função do solo raso, rochoso e alta exposição a variações de umidade e temperatura, além de uma vegetação típica de costões rochosos, com influência marinha.
Na face da ilha voltada para o continente ocorre vegetação arbustiva composta por apenas duas espécies, figueira Fícus luschnathiana (Moraceae) e maria-mole Guapira opposita (Nyctaginaceae). O estrato herbáceo é composto por imbé Philodendron bipinnatifidum. Nota-se grande modificação arquitetural nesses arbustos, principalmente em relação á ramificação do caule e formato da copa, dando um caráter xérico à fisionomia. A grande quantidade de guano (acúmulo de excremento de aves) nas folhas e solo podem ser fatores naturais de inibição do desenvolvimento dessa vegetação (Bertani, 2008).
Nos limites entre o costão rochoso e a mata de encosta são freqüentes espécies típicas de vegetação de restinga, como bromélia, e muitas aráceas. A vegetação da Ilha do Castilho sofre a invasão de Urochloa sp. em boa parte da ilha (Mello, 2002), que foi introduzido na década de 70. Mello (2002) descreve que o substrato é formado por muitas rochas, entre as quais, encontra-se o tiriricão Cyperus ferax e gramíneas de forma abundante, o cactovela Cereus peruvianus, e palma Opuntia sp. (Cactaceae). O estrato herbáceo é constituído por Portulacca sp. Não foi observada a presença de epífitas vasculares. Quanto às epífitas avasculares, poucas briófitas foram encontradas, geralmente em locais úmidos, e muitas vezes associadas a pteridófitas.

### Ilha do Cambriú
A ilha de Cambriú apresenta vegetação arbustiva-arbórea de Floresta Ombrófila Densa secundária, vegetação pioneira com influência marinha (costão rochoso) e campo antrópico. Segundo Bertani (2008) a área com vegetação arbustivo-arbórea apresenta baixa riqueza de espécies (26 espécies), comparada a estudos similares realizados em áreas continentais. Porém, os indivíduos mais representativos como figueiras, canelas e palmitos, seja pelo tamanho ou densidade, indicam outrora uma vegetação exuberante típica de mata atlântica de encosta. O dossel apresentase descontínuo, com presença de clareiras. O sub-bosque e estrato herbáceo são compostos por helicônias, gravatás e indivíduos jovens de espécies arbóreas.
As espécies arbóreas com maior densidade foram o palmito juçara Euterpe edulis (18% do número total de indivíduos amostrados), a canela Nectandra oppositifolia (12%) e a falsa espinheirasanta Sorocea bonplandii (12%). Já as espécies com maior dominância foram a coaxinguba Ficus pertusa (47% de dominância relativa), a bicuíba Virola bicuhyba (17%) e a guaxinguba Fícus insipida (11%). A altura média dos indivíduos foi de 8m, sendo a altura máxima de 19m. O diâmetro médio foi de 14 cm, e o diâmetro máximo de 143 cm.
No campo antrópico observam-se manchas da braquiaria Urochloa sp.; do tiriricão Cyperus ferax, o gravatá Bromélia antiacantha; Heliconia sp. (Heliconiaceae), a bananeira Musa sp. e bambus, com a ocorrência de alguns indivíduos isolados de orelha-de-onça Tibouchina holosericea (Melastomataceae), a capororoca-branca Rapanea guianensis (Myrsinaceae) e o jerivá Syagrus romanzoffiana. No costão rochoso a espécie dominante é a bromélia Quesnelia sp.

### Ilha de Peruíbe
A Ilha de Peruíbe apresenta vegetação de Floresta Ombrófila Densa secundária e formação de vegetação pioneira de influência marinha. A área com fisionomia florestal apresenta-se muito degradada, com indícios de corte de árvores para acampamento e trilhas de acesso, fogo recente, e grandes clareiras naturais. O dossel é aberto, com indivíduos emergentes de pau-d'álho, embaúbas e jerivás, algumas trepadeiras como Pereskia aculeata (ora-pro-nobis, Cactaceae), e herbáceas como Plumbago scandens (Plumbaginaceae), Bomarea edulis (Alstroemeriaceae) e Maranta divaricata (Marantaceae).

### Vegetação Marinha (macroalgas)
No levantamento realizado foram encontrados 23 táxons (16 Rodophyta - 69,5%; 6 Orchrophyta - 26%; 1 Chlorophyta - 4,5%). Pode-se notar uma grande diversidade de espécies de Rodophyta, bem como uma variedade significativa de espécies de Orchrophyta.
A comunidade algácea no local é caracterizada, em sua maioria, por espécies de pequeno porte, pertencentes aos grupos morfológicos filamentosos, macrófita corticada e calcária articulada. Nos trabalhos realizados, os exemplares coletados apresentaram dimensões diminutas, em algumas vezes dificultando o processo de identificação. Acredita-se que os indivíduos não conseguem se desenvolver por conta do alto hidrodinamismo na área.
Muitas algas de importância econômica e ecológica estão presentes na Ilha Queimada Pequena, podendo-se destacar as algas produtoras de importantes produtos naturais como as do gêneros Sargassum e Hypnea. As algas pardas Dictyota e Dictyopteris também são conhecidas por apresentarem defesa química contra a herbivoria, demonstrando importante função ecológica no ecossistema. O gênero Sargassum, além de produtor de alginato, pode formar densos bancos no infralitoral de costões rochosos, podendo representar a alga mais importante em termos de abundância no ecossistema, além de representar abrigo, local de desova e substrato para o desenvolvimento de diversas espécies de algas e outros organismos (Széchy & Paula, 2000).
Na Ilha do Castilho foram identificados um total de 21 táxons infragenéricos sendo 20 Rhodophyta e 1 Chlorophyta. Nenhuma espécie de Phaeophyta foi encontrada para a região, até o momento. Essa escassez de representantes das algas pardas pode estar relacionada ao tipo de coleta realizada neste trabalho, que abrangeu pequenas porções da Ilha, em apenas uma época do ano, diminuindo a probabilidade de coleta de táxons de ciclo de vida mais curto e sazonais.
Horta (2000) encontrou um total de 44 táxons para a Ilha do Castilho. Em comparação com Groetaers (2007), 10 táxons foram comuns aos dois trabalhos. As espécies Laurencia sp., Jania adhaerens, Chondrachantus teedei, Rhodymenia delicatula, Heterosiphonia crispella e Cladophora sp., não foram encontradas por Horta (2000) em seu estudo.
Semelhante a Ilha Queimada Grande, a comunidade de algas caracterizou-se por espécies de pequeno porte, pertencentes aos grupos morfológicos filamentosos, macrófita corticada e calcária articulada.

### Fauna

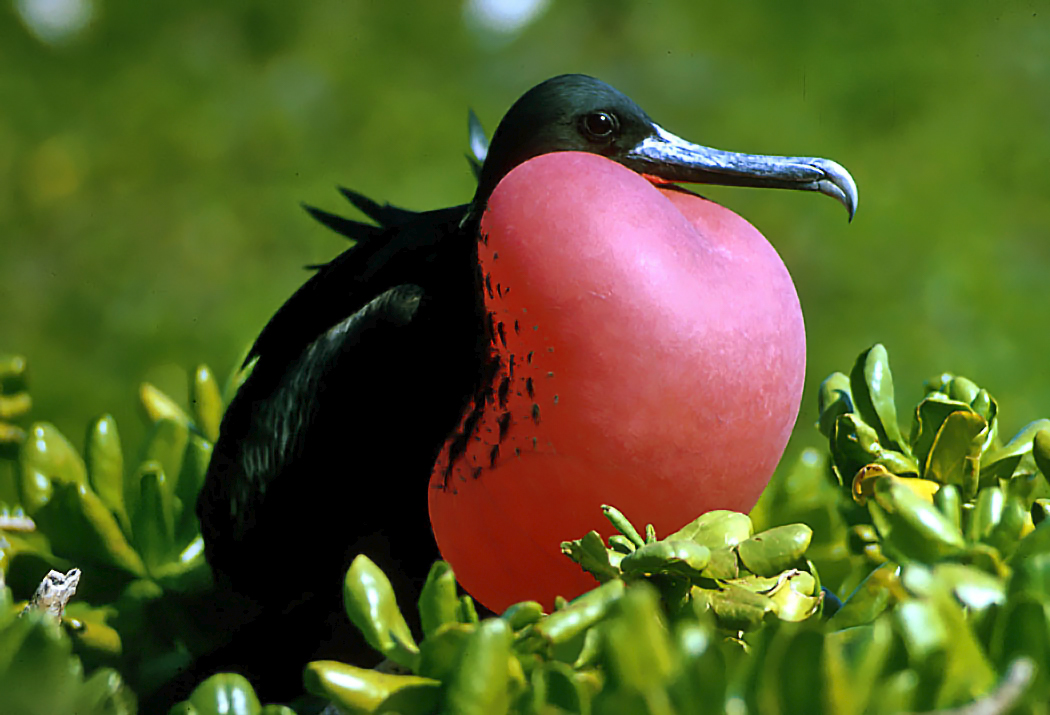
Fragata (Fregata magnificens), uma das espécies que habitam as ilhas da unidade

A região da Plataforma Continental é rica em biodiversidade. Em função das Correntes das Malvinas, do Brasil e da Água Central do Atlântico Sul, apresentando condições favoráveis à produção e retenção de alimento para larvas de peixes (Matsuura, 1986). Há ainda o grande aporte de nutrientes provenientes do sistema terrestre e os costões rochosos na região apresentam grande biomassa e produção de microfitobentos e de macroalgas, que são a base da cadeia alimentar marinha. Sabese que a fauna e flora da costa sul do Estado de São Paulo é uma das mais diversificadas (Carneiro et alii, 2000), e um grande atrativo para a pesca amadora e profissional, visto tornar-se a área, por motivos acima descritos, uma das zonas mais produtivas do país (Barbieri, 2002).

#### Fauna Insular (terrestre)
Fatores como a reduzida área das ilhas e ausência de disponibilidade de água doce inviabilizam a existência de grandes animais terrestres na ESEC dos Tupiniquins. Entre os anos de 2000 a 2006, praticamente toda a área terrestre da ESEC foi estudada por pesquisadores e equipe da unidade não tendo sido registrados roedores, morcegos ou outros mamíferos terrestres.

#### Anfíbios e Répteis
Para o levantamento da herptofauna da ESEC dos Tupiniquins, Brasileiro et alii. (2007) realizaram duas visitas com duração de um dia e uma noite à ilha de Cambriú (fevereiro, outubro de 2006) e uma visita à Ilha Queimada Pequena (abril de 2007) apenas durante uma noite. As ilhas do Castilho e Peruíbe não foram visitadas por especialistas em herpetofauna em função da indisponibilidade dos mesmos na época das expedições. Brasileiro et alii. (2007) realizou um levantamento das espécies registradas nas coleções da herpetofauna do Museu de Zoologia da Universidade de São Paulo, Museu de História Natural da UNICAMP, Coleção de Anfíbios do Departamento de Zoologia da UNESP-Rio Claro e coleção de serpentes do Instituto Butantan. Nos museus e coleções visitadas não há registros de espécies da herpetofauna para as ilhas da ESEC dos Tupiniquins. Esta constatação não indica que não há espécies nestas ilhas, mas sim a falta de levantamentos nestas e em outras ilhas do Brasil. O baixo ou o não registro de espécies da herpetofauna nas ilhas da ESEC dos Tupiniquins pode ser devido ao número reduzido de visitas às ilhas e as condições meteorológicas desfavoráveis em que foram realizados os levantamentos deste Plano de Manejo. A maioria das espécies de anfíbios é registrada durante os meses com maior pluviosidade, e estas não foram visitadas nos meses mais indicados. Para o registro de serpentes, na maioria das vezes, o esforço tem que ser altíssimo; com visitas frequentes às ilhas (Brasileiro et alii, 2007).Brasileiro et alii. (2007) verificou que nenhuma espécie nativa da herpetofauna foi encontrada na Ilha do Cambriú. No entanto, foram registrados cinco indivíduos da espécie invasora Hemidactylus mabouia (lagartixa).
Na Ilha Queimada Pequena nenhuma espécie nativa da herpetofauna foi encontrada. Durante os levantamentos de campo específicos para este Plano de Manejo foi relatado pela equipe de Artrópodos a presença de uma espécie de anfíbio, mas o indivíduo não foi coletado ou fotografado, impossibilitando assim qualquer identificação. Durante a mesma viagem, foram vistos por esta e outras equipes alguns indivíduos de uma espécie de lagarto. Esta espécie foi fotografada e aparentemente trata-se da espécie nativa Mabuya cf. macrorhynca.

#### Aracnídeos e Miriápodes
Para a fauna de aracnídeos e miriápodes, não existem trabalhos realizados para todas as ilhas da ESEC dos Tupiniquins. Nos levantamentos expeditos de campo para este Plano de Manejo, só foi possível registrar os aracnídeos e miriápodes na Ilha Queimada Pequena, já que nas demais não houve a participação de especialistas da área. Foi realizada apenas uma única expedição à Ilha Queimada Pequena, como resultado, encontrou-se entre os miriápodas, apenas uma espécie de escolopendromorfa e uma de geofilomorfa, ambas da Classe Chilopoda, e três espécies de piolhos-decobra, que pertencem à Classe Diplopoda, sendo um deles o Rhinocrichus insularis, espécie endêmica da ilha. Na serapilheira, durante o período diurno, foram coletados 15 pseudoescorpiões da família Chthoniidae e dois não identificados. Não foi encontrado nenhum escorpião nem opiliões. O grupo com maior número de indivíduos encontrados foi o das aranhas (ordem Araneae): 59 indivíduos pertencentes a 15 espécies diferentes. As espécies encontradas fazem parte de 11 famílias, sendo dez delas da infraordem Araneomorphae e apenas um da infraordem Mygalomorphae, que engloba as aranhas-caranguejeiras. Em função do baixo esforço de coleta, estes dados não permitem realizar análises conclusivas quanto ao grau de preservação da ilha, porém, o número de famílias encontradas é baixo quando comparado com os ambientes continentais de mata atlântica. Quanto às caranguejeiras encontradas, sabe-se que existem exemplares do mesmo gênero nas ilhas Queimada Grande e Alcatrazes, mas não foi possível, ainda, identificar se é a mesma espécie ou se são espécies distintas (Fukushima, 2008, com. pes.). Dentre as espécies encontradas na Ilha Queimada Pequena, há apenas uma espécie de interesse médico, a aranha armadeira Phoneutria keyserlingi. Não foi coletada nenhuma espécie exótica ou ameaçada conhecida. Bertani et alii. (2007, dados não publicados) explicam que o baixo número de espécies coletadas é relativo ao pequeno esforço de coleta na Ilha. Outro fator que também deve ser levado em consideração para se explicar o pequeno número de espécies coletadas é a área da Queimada Pequena, muito menor se comparada a de outras ilhas próximas como a Queimada Grande.

#### Insetos
Na Ilha Queimada Grande, Campaner (2007, dados não publicados) registrou a ocorrência de sete espécies pertencentes a ordem Coleoptera, duas da ordem Blattaria, uma Heteroptera, duas Orthoptera, uma Hemoptera e uma Lepdoptera. Campaner (2007) relaciona a baixa diversidade de espécies no local com a baixa riqueza de vegetação e a falta de uma importante fonte de água na ilha. Não se verificou neste levantamento nenhuma espécie exótica, endêmica ou ameaçada. Não foi possível realizar o levantamento dos insetos nas demais ilhas da ESEC dos Tupiniquins.

#### Moluscos
Nos trabalhos de campo relativos a esse planejamento, foram encontradas na Ilha do Castilho duas espécies de gastrópodes pulmonados pertencentes a duas famílias distintas. Uma delas é do gênero Drymaeus e provavelmente é uma espécie nova. Na Ilha Queimada Pequena também foram encontradas, em menor número, espécies do gênero Drymaeus e do gênero Helicina, sendo as duas provavelmente espécies novas. Já na ilha de Peruíbe, foi encontrada uma grande quantidade do caramujo invasor Achatina fulica.

#### Aves Marinhas Insulares
Todas as ilhas que compõem a unidade de conservação apresentam colônias reprodutivas de aves marinhas e abrigam algumas espécies em repouso e migração. São encontradas seis espécies de aves insulares marinhas formando colônias reprodutivas nas ilhas que compõem a Unidade de Conservação: fragata Fregata magnificens, atobá Sula leucogaster, gaivotão Larus dominicanus e as gaivotinhas trinta-réis-real Thalasseus maximus, trinta-réis-de-bando T. sandvicensis e trinta-réis-de-bico-vermelho Sterna hirundinacea. As ilhas, ilhotas, lajes e rochedos, constituem abrigo para estas espécies, apresentando colônias de tamanho variável, ou ainda servindo como locais de pouso. Duas das espécies de trinta-réis, T. maximus e T. sandvicencsis, são consideradas ameaçadas de extinção em São Paulo, conforme o Decreto Estadual 53494/08, enquanto T. maximus é considerada ameaçada no Brasil (IBAMA, 2003).
As colônias de fragatas e atobás permanecem em atividade durante todo o ano. As Laridae abandonam provisoriamente seus sítios de reprodução. L. dominicanus, T. maximus e T. sandvicensis foram encontradas na costa em todos os meses do ano, com menor concentração para as últimas. S. hirundinacea fica ausente nos meses do verão, sendo residente sazonal. No Estado de São Paulo, as colônias de fragatas são encontradas apenas na Ilha dos Alcatrazes e na Ilha do Castilho, sendo que Campos et alii. (2004) confirmaram a estimativa de 6.000 indivíduos sexualmente maduros na Ilha dos Alcatrazes (Olmos et alii, 1995) e 1.500 indivíduos na Ilha do Castilho. Nesta ilha também nidificam o trinta-reis-do-bicovermelho S. hirundinacea, o gaivotão L. dominicanus e o atobá Sula leucogaster. Olmos et alii. (1995) registraram a presença de 40 pares de trinta-réis-debando Thalasseus sandvicensis na Ilha do Castilho, mas esta espécie não tem sido avistada nesta ilha nos últimos dez anos pelos pesquisadores do Projeto Aves Insulares de São Paulo. No entanto, são abundantes nos baixios de Cananéia entre março e maio, com uma população estimada de 2.400 indivíduos juntamente com cerca de 600 indivíduos de T. maximus.
Em Castilho foram estimados 60 adultos de trinta-réis-de-bico-vermelho S. hirudinacea entre 1988 e 1990 (Olmos et alii, 1995). Nesta ilha, o pesquisador Fausto Campos fotografou esta espécie em maio de 1981 e 1985, mas não a encontrou mais nos últimos dez anos.
Documentou, no entanto, a colônia reprodutiva da Ilha da Figueira situada na divisa com o Estado do Paraná, nos meses de junho a agosto de 2000 e 2001, com aproximadamente 100 ninhos. Na Ilhota das Gaivotas nidificam a trinta-réis-real T. maximus além de muitos gaivotões. Esta espécie deixou de nidificar neste local durante alguns anos em função da presença de pescadores amadores que desembarcavam na ilha. Com a intensificação da fiscalização pelos funcionários da ESEC dos Tupiniquins, voltaram a nidificar nesta ilha, embora sofram perturbações causadas pelos gaivotões (Campos et alii, 2004).
Os gaivotões constroem seus ninhos em quase todas as ilhas e ilhotas e em alguns rochedos inacessíveis. Estão presentes em todas as ilhas da ESEC dos Tupiniquins, sendo que na ilha Peruíbe, durante os levantamentos de campo deste Plano de Manejo, observou-se 32 ninhos e quatro ninhegos foram marcados. Estimou-se ao todo 50 ninhos ativos. Em censo anterior, com binóculo, observou-se 350 indivíduos, número que pode ter sido superestimado.
Nesta ilha, durante o levantamento de campo, foram encontradas muitas conchas vazias do caramujo Achatina fulica junto aos ninhos de L. dominicanus e C. atratus sugerindo seu consumo alimentar. Danielle Paludo (dados não publicados) mapeou os ninhos das aves insulares associados à vegetação das Ilhas Queimada Pequena / Ilhota das Gaivotas e Castilho.
Durante os trabalhos de campo para o Plano de Manejo, não foi feito levantamento específico relativo a outras aves presentes nas ilhas. No entanto, foram realizados alguns registros eventuais pela equipe da Estação Ecológica e pesquisadores visitantes. Dentre estes registros, destaca-se a observação do papagaio-da- cara-roxa Amazona brasiliensis na Ilha do Cambriú. O A. brasiliensis é psitacídeo considerado ameaçado de extinção (Apêndice I CITES e IBAMA, 2003), endêmico dos Estados de São Paulo, Paraná e Santa Catarina (Collar et alii, 1992), e possui importantes sítios reprodutivos na Ilha Comprida e Ilha do Cardoso (Martuscelli, 1995). Paludo (com. pessoal) observou ninho deste papagaio na Ilha do Cambriú.
As ilhas da Estação Ecológica dos Tupiniquins possuem pequenos pássaros como a corruíra Troglodytes aedon que provavelmente são residentes, mas a proximidade da costa possibilita a presença de grande número de espécies de aves, sem isolamento de populações.
Para todas as ilhas da ESEC, considerando-se a pouca distância da costa, é possível deslocamento, principalmente de passeriformes, das matas existentes no litoral. Em três expedições de 1990 Paulo Martuscelli (com. pes., dados não publicados) observou em Castilho as aves tico-tico Zonotrichia capensis, P. sulphuratus, T. aedon, M. chimachima, C. atratus, N. nycticorax e garça-branca-grande Ardea alba, sendo que estas duas últimas nidificam ali. O M. chimachima parece nidificar em Castilho e Figueira. Em expedições ornitológicas do Projeto de Aves Insulares foram registrados o políciainglesa-do-sul Leistes superciliaris e curiango Nyctidromus albicollis na Ilha das Gaivotas e nas expedições de levantamentos biológicos para este plano de manejo foi observada gaivota-rapineiragrande Catharacta skua tentando abater uma garça-vaqueira sobre o mar. Nesta ilha e na de Peruíbe foi registrado o pirupiru Haemantopus palliatus espécie ameaçada de extinção no Estado de São Paulo. Avistou-se, ainda, águia-pescadora Pandion haliaetus pousada na Ilha do Cambriú e o carcará Polyborus plancus na Ilha do Castilho.

#### Fauna Marinha

##### Cetáceos
O Instituto de Pesquisa de Cananéia (IPeC), desenvolve desde o ano de 2001 um programa de monitoramento de mamíferos aquáticos no trecho compreendido entre o litoral Norte do Paraná e Sul de São Paulo. A metodologia utilizada pelo IPeC nos estudos dos mamíferos aquáticos baseiase no monitoramento regular de encalhes e avistagens costeiras e oceânicas, utilizando-se de fotos e vídeo-identificação, além de gravações de sons emitidos pelos animais avistados. Os cruzeiros para avistagem na região costeira, incluindo a parte sul da ESEC dos Tupiniquins, são realizados a bordo da embarcação de pesquisa Lobo-Marinho, pertencente ao IPeC. Neste esforço de campo são mapeadas a distribuição espacial das espécies presentes na área, utilizando um sistema de quadrículas para avaliar as regiões com presença das espécies estudadas. São realizadas também saídas para observação a bordo de embarcações pesqueiras da região de Cananéia.
Nos levantamentos biológicos específicos para este Plano de Manejo, em algumas excursões contou-se com a presença de pesquisadores de mamíferos aquáticos. No entanto, não se avistou nenhum exemplar, excetuando o boto-cinza Sotalia guianensis na saída da barra de Cananéia. Próxima à ilha Queimada Pequena, avistou-se e registrou-se a carcaça de uma toninha Pontoporia blainvillei em avançado estado de putrefação.
Durante as saídas de monitoramento e fiscalização da ESEC, realizadas a partir de 1999, foram avistados dentro dos limites da UC, lobos-marinhos Arctocephalus sp com freqüência nos meses de inverno nas ilhas da porção sudoeste e um exemplar da baleia minke Balaenoptera acutorostrata nadando próximo a Ilha Queimada Pequena (15/10/2001).
Através do Projeto Resgate, registrou-se no período 2001 a 2007 há ocorrências de 183 encalhes de mamíferos marinhos na região entre Peruíbe e Ilha do Cardoso. Do total de ocorrências 12% foram cetáceos / misticetos, 52% cetáceos / odontocetos e 36% pinipedes. As espécies resgatadas foram: lobo-marinho-de-dois-pêlos Arctocephalus australis, lobo-marinhoantártico Arctocephalus gazella, lobomarinho-subantártico Arctocephalus tropicalis, leão-marinho-do-sul Otária flavescens (Pinnipedia); baleia-de-Bryde Baleanoptera edeni, baleia-franca Eubalaena australis, baleia-jubarte Megaptera novaeangliae (Cetacea/Mysticeti); cachalote-pigmeu Kogia simus, orca Orcinus orca, cachalote Physeter macrocephalus, toninha Pontoporia blainvillei, boto-cinza Sotalia guianensis, golfinho-riscado Stenella coeruleoalba, golfinho-pintado-do-Atlântico Stenella frontalis, golfinho-de-dentesrugosos Steno bredanensis e o boto-datainha Tursiops truncatus (Cetacea/Odontoceti). Considerando apenas os cetáceos, o conjunto de espécies registradas pelo monitoramento de encalhes representa aproximadamente 50% de todas as espécies registradas para o Estado de São Paulo. No monitoramento realizado pelo IPeC através de 14 embarques com pescadores e quatro expedições com o Projeto Cruzeiros Científicos, totalizando aproximandamente 1.784 horas de embarque, registrou-se a presença de 10 espécies, sendo elas: lobo-marinho-dedois-pêlos A. australis, lobo-marinhosubantártico A. tropicalis; baleia de Bryde B. edeni, baleia-franca E. australis, baleia jubarte M. novaeangliae; orca O. orca, toninha P. blainvillei, boto-cinza S. guianensis, golfinho-riscado S. coeruleoalba, golfinho-pintado-do-Atlântico S. frontalis, golfinho-de-dentes-rugosos S. bredanensis, boto-da-tainhaT. truncatus. Os cetáceos avistados representam aproximadamente 40% da fauna encontrada no Estado de São Paulo.

##### Quelônios (tartaruga marinhas)
As ilhas do Litoral Sul Paulista, de formação e composição semelhante às ilhas do Litoral Norte, são importantes atrativos para a tartaruga-de-pente Eretmochelys imbricata e a tartaruga-verde Chelonia mydas, tendo em vista que nesta região do litoral, as praias arenosas continentais são mais extensas, com pequenas porções de costões rochosos e consequentemente, menor abundância de alimento e refúgio.
Em duas expedições realizadas em fevereiro e abril de 2001 na ilha Queimada Pequena, com a participação de técnicos do TAMAR, registraram-se três ocorrências de C. mydas, incluindo uma recaptura em abril de um indivíduo marcada no mesmo local dois meses antes. Em 2002 foram capturadas outras três C. mydas e registrou-se uma captura de E. imbricata.
Na Ilha do Castilho não foram capturadas tartarugas devido a pouca visibilidade da água e agitação do mar. Entretanto, foi possível observar durante o dia C. mydas alimentando-se próximo a costões rochosos em locais abrigados de correntezas e com muitas algas. Pôde-se observar também uma E. imbricata à flord água respirando próximo à embarcação. Na Ilha de Cambriú, além da observação de tartarugas-verdes respirando próximo à embarcação, foram capturadas sete tartarugas, dentre elas seis da espécie C. mydas e uma E. imbricata. Estes animais foram devidamente marcados pelos técnicos do TAMAR.
Apesar de não se registrar a ocorrência de outras espécies de tartarugas durante estas expedições, Klonowski (com. pes.) relatou a observação, durante uma campanha realizada em 2001 pela ESEC,  de uma tartaruga-de-couro Dermochelys coriacea nadando no entorno da Ilha do Castilho. De acordo com as biometrias realizadas nas tartarugas marinhas capturadas junto às ilhas da ESEC dos Tupiniquins, observa-se a predominância de juvenis, seguindo padrão semelhante de ocorrências em relação ao Litoral Norte de São Paulo (Gallo et alii, 2002), indicando que estas ilhas constituem em áreas de alimentação/repouso das espécies Chelonia mydas e Eretmochelys imbricata. Nas expedições realizadas em janeiro e fevereiro de 2007, foram registradas duas ocorrências de tartarugas verdes acometidas de fibropapilomatose. Este fato ainda não havia sido observado em expedições anteriores, entre 2000 e 2002, embora a doença tenha sido verificada em quase todas as áreas de ocorrência de C. mydas, em todo o mundo. Por se tratar de uma doença transmissível, debilitante e potencialmente fatal, a prevalência desta doença nas tartarugas das ilhas deve ser monitorada.

##### Peixes
Moura (2002) realizou um Levantamento Rápido de Peixes associados a fundos rochosos na ESEC dos Tupiniquins, utilizando metodologia de censo visual nas Ilhas da Queimada Pequena, Peruíbe, Cambriú e Castilho. Com este levantamento, produziu uma visão inicial dos padrões de riqueza, dominância e diversidade nas assembléias de peixes recifais da ESEC.
Foram registradas cerca de 75 espécies de peixes na ESEC dos Tupiniquins, a maior parte associada a fundos consolidados (peixes recifais). Embora represente uma subestimativa, a lista das espécies representou uma primeira tentativa de inventariamento dos peixes da ESEC. A maior parte das espécies é amplamente distribuída no Atlântico ocidental (66,7%), ocorrendo desde o sudeste da América do Norte até o sudeste e sul do Brasil. Pouco mais de 20% das espécies tem distribuição restrita (endêmica) ao Atlântico Sul ocidental, a maior parte ocorrendo apenas no Brasil. Apesar de representarem apenas cerca de 20% do total de espécies assinaladas na ESEC, estas espécies endêmicas do Atlântico Sul ocidental (e.g., Stegastes fuscus, S. variabilis, Malacoctenus delalandei, Diplodus argenteus) são extremamente abundantes, ocupando uma parcela bastante representativa das assembléias da ESEC em termos de número de indivíduos.
Apenas cerca de 8% das espécies assinaladas na ESEC possuem distribuição Pan-Atlântica e uma porcentagem ainda menor possui distribuição abrangendo os dois lados das Américas (2,8%) ou circuntropical (1,4%).
Este autor encontrou que as ilhas mais afastadas da costa (Queimada Pequena e Castilho) apresentaram maior número de espécies por amostra do que a ilha mais próxima ao continente (Cambriú). Além disso, dentre cada uma das três ilhas, o ponto amostrado na face exposta ao embate de ondas apresentou um maior número de espécies por amostra do que o ponto na face abrigada.
Nos lados expostos ao embate de ondas das ilhas mais afastadas da costa (Queimada Pequena e Castilho), onde a riqueza de espécies é máxima, nenhuma espécie apresentou abundâncias maiores do que 0,33 ind./m2, ao contrário dos pontos amostrados nos lados abrigados, aonde a densidade de Stegastes spp. é de cerca de 1 ind./m2. Embora tenham apresentado densidades muito distintas, em ambos os lados das duas ilhas mais afastadas, Stegastes spp., Parablennius spp. e A. saxatilis ocuparam, consistentemente, as três primeiras posições em termos de abundância.
No lado abrigado da Ilha do Cambriú, mais próxima à costa, onde a riqueza de espécies é mínima, Stegastes spp. também ocupou a primeira posição em termos de abundância, mas apresentou densidades consideravelmente mais baixas no ponto amostrado no lado exposto, onde ocupou a oitava posição.
A participação percentual dos planctófagos foi mais importante nas ilhas mais externas (Queimada Pequena e Castilho) e, também, nos lados expostos das três ilhas. No levantamento de campo realizado especificamente para este Plano de Manejo, foram avistados meros Ephinelus itajara nas Ilhas Castilho e Cambriú, espécie considerada oficialmente ameaçada.
Com relação aos peixes cartilaginosos, Gadig (2002), realizou um levantamento na ESEC dos Tupiniquins e ARIE Ilhas Queimada Pequena e Queimada Grande, com dados sobre pesca, hábitat, status populacional, ocorrência por classes etárias, distribuição sazonal e diagnose das espécies, incluindo sua identificação e sumário dos dados biológicos com base em três fontes principais: 1) os trabalhos de Vitor Sadowsky que estudou a fauna do litoral sul de São Paulo, entre o final da década de 50 até meados de 70, atuando na Base do Instituto Oceanográfico da Universidade de São Paulo, em Cananéia, porção sul da área (e.g., Sadowsky, 1958, 1965, 1967a, e 1967b, 1970, 1971a, 1974 e 1975); 2) os dados obtidos durante as amostragens do Projeto Cação — pesquisas sobre a pesca, biologia e fauna de cações capturados pela frota artesanal no município de Itanhaém, (Motta et alii, 1996 e 1997; Namora et alii, 1997 e 1999; Motta, 2001); e 3) informações disponibilizadas por usuários das várias ilhas que integram a área de estudo, sobretudo mergulhadores e pescadores.
De acordo com este levantamento, foram registradas 11 ordens, 19 famílias, 27 gêneros e 54 espécies de peixes cartilaginosos na ESEC dos Tupiniquins. O número total de espécies corresponde a 63,95% da fauna de peixes cartilaginosos registrada para o Estado de São Paulo (Gadig, 1998) e 39,28% da fauna brasileira de peixes cartilaginosos (Gadig & Gomes, 2003; Gomes & Gadig, 2003). Os chamados tubarões estão representados por seis ordens, 10 famílias, 14 gêneros e 33 espécies. As raias perfazem quatro ordens, oito famílias, 13 gêneros e 20 espécies. Apenas uma ordem, família, gênero e espécie de quimera foi registrada na área.
A fauna de peixes cartilaginosos da área estudada é caracterizada pela predominância de elementos faunísticos de águas costeiras, tropicais e subtropicais, representados principalmente pelos tubarões Carcharhiniformes (23 espécies ou 42.6% dos peixes cartilaginosos da ESEC e 69.7% dos tubarões da área) e raias Myliobatiformes (13 espécies ou 24.1% dos peixes cartilaginosos da ESEC e 65% das raias da área). Dos 23 tubarões Carcharhiniformes, 52.2% são estritamente costeiros (12 espécies, ou 37.5% da fauna costeira da ESEC e 22.2% da fauna total da área). Das 13 raias Myliobatiformes, 76.9% são estritamente costeiras (10 espécies, ou 31.2% da fauna costeira da ESEC e 18.5% da fauna total da área). Dessas, 36 espécies de Carcharhiniformes e Myliobatiformes da área, 28 são estritamente costeiras (77.8%), o que representa 87.5% dos peixes cartilaginosos costeiros da ESEC e 51.8% da fauna total da área. Das 32 espécies estritamente costeiras, metade são tubarões e a outra metade são raias (Gadig, 2002).
Embora a área deste estudo esteja inteiramente dentro da zona costeira, sobretudo na plataforma interna, algumas espécies aqui registradas apresentam distribuição tanto costeira, como oceânica. São 18 as espécies que se enquadram nessa categoria (esse número representa 33.3% dos peixes cartilaginosos da ESEC e ARIE). Tubarões representam a maioria dos elementos faunísticos dessas categorias (14 espécies = 77.7% das espécies costeiro-oceânicas) e isso se explica pelo padrão de ampla distribuição mais presente neste grupo de alta mobilidade. No caso das 4 raias desse grupo (22.2% das espécies costeirooceânicas), destacam-se as raias da família Mobulidae, sobretudo Mobula thurstoni, de habitos pelágicos (Gadig, 2002).
Tal padrão, na maioria das espécies registradas, está relacionado a migrações transversais entre costa e oceano, as quais estão associadas à reprodução. Adultos usualmente permanecem de sua vida na área oceânica e se aproximam da costa para parir seus filhotes. Apenas quatro espécies aqui registradas são consideradas estritamente oceânicas e sua ocorrência na área é tida como ocasional. Gadig (2002) apresenta uma predominância de espécies com hábitos demersais (42,6%) e justifica pela presença marcante de raias na fauna costeira (80% das raias são de hábito costeiro). Entre os tubarões houve maior diversificação na ocupação da coluna d água, o que explica porque, dos 15 peixes cartilaginosos com hábitos tanto pelágicodemersais (27.8%), 11 são tubarões (20.4%) e quatro são raias (74% da fauna total da área e 26.7% dos pelágicosdemersais).
A fauna de peixes cartilaginosos da ESEC demonstra, pelo menos, quatro categorias de ocorrência principais, embora tais critérios possam ser discutíveis: espécies freqüentes, mas pouco abundantes; espécies frequentes e abundantes; espécies incomuns, ou seja, cuja freqüência foi ocasional ou baixa, e espécies raras, conceito adotado para aquelas espécies que eram mais comuns na década de 1960 e que os dados atuais indicaram ter declinado consideravelmente. Espécies frequentes, mas pouco abundantes foram representadas por 12 espécies (22.2% dos peixes cartilaginosos), sendo apenas três tubarões (25% dos peixes cartilaginosos dessa categoria e 5.5% da fauna total) e nove espécies de raias (75% dos freqüentes e pouco abundantes e 16.7% da fauna total). Espécies frequentes e abundantes foram representadas por somente 5 espécies de tubarões (9.25% dos peixes cartilaginosos). Doze espécies de tubarões (52% dessa categoria) e onze de raias (47,8%) foram categorizadas como incomuns. Um número alto de espécies foi categorizado como raras, consistindo de 13 espécies de tubarões (25.9% dos peixes cartilaginosos da ESEC) e uma de raia. (Gadig, 2002). Com relação ao status populacional, 29 espécies revelam status virtualmente desconhecido, indicando claramente a necessidade de serem efetuadas investigações mais específicas visando a determinação deste status. Destas espécies, 20 são tubarões e nove são raias. (Gadig, 2002). Do total de 27 espécies com status populacional conhecido (15 espécies de tubarões e 12 de raias), onze encontram-se em risco de declínio, sendo quatro tubarões e sete raias. Em declínio, foram categorizadas cinco espécies de tubarões e cinco de raias. Seis espécies de tubarões foram consideradas provavelmente extintas localmente. (Gadig, 2002).
(fonte: Resumo Executivo do Plano de Manejo Estação Ecológica dos Tupiniquins, 2008)

## Acesso
O acesso ao Setor Sudoeste dá-se através do porto do município de Cananéia, e ao Setor Nordeste através dos portos dos Municípios de Itanhaém e Peruíbe. O porto de São Vicente, próximo à porção mais setentrional da ESEC, é outra opcão de acesso ao Setor Nordeste de Tupiniquins. A sede administrativa de Tupiniquins localiza-se no Município de Itanhaém.